# ولسوالی سنگ تخت
ولُسوالی سنگِ تخت و بندر به مرکزیت دهن سیلبیتوی بندر
از ولسوالی‌های ولایت دایکندی در مرکز افغانستان می‌باشد که جزء ولسوالی‌های شمالی ولایت دایکندی به‌شمار می‌رود.
ولسوالی سنگِ تخت و بندر از شمال با ولسوالی‌های لعل و سرجنگل و دولت‌یار، از غرب به شهر چغچران و ولسوالی دولینهٔ غور، از جنوب با ولسوالی خدیر و قسمتی از ولسوالی اَشترلی و از شرق با ولسوالی اَشترلی سرحد دارد. آب وهوای این ولسوالی در فصول بهار، تابستان و خزان معتدل و در فصل زمستان سرد است. مرکز این ولسوالی در دهن «سلبیتو» ی بندر است و دارای ۲۹۰ قریه ۵۲۵۶ کیلومتر مربع مساحت و به تعداد ۵۹٬۰۴۳ نفر نفوس در سال ۱۳۹۹ است.
طی ۲۰ سال گذشته در حکومت جمهوری، هیچ پیشرفت و ترقی دراین ولسوالی انجام نشد، مردم به دسته مختلف حزبی تقسیم شده و برای آبادانی و وحدت‌ یکپارچگی مبارزه نکردن، در چندین انتخابات های پارلمانی و شورای ولایتی وکلا بر حسب حزب انتخاب میشد و برای حزب خودش کار می‌کردند، هیچ خبری برای کمک و مستضعفان و جود نداشت.
ولسوالی سنگ‌تخت و بندر با داشتن کوه‌های بلند و سربه فلک کشیده، چشمه‌های جوشان و رودبار جاری زمینهٔ خوبی را برای کشت و زراعت و پرورش حیوانات فراهم می‌سازند. مهم‌ترین محصولات زراعتی آن سیب ،زردآلو، توت، گندم، جو، جواری، باقلی، لوبیا، عدس، کچالو، زردک، شلغم، پیاز و غیره تشکیل می‌دهند...
بازی‌های که در این ولسوالی رایج است شامل باب‌الله (کمپیرک)، دست جنگی،  چوب‌بازی، آتن ملی، فوتبال و والیبال است.فوتبال از معروفترین و پر طرفدارترین بازی مورید علاقه جوانان سنگتخت است که سالانه تيم های زیاد از فوتبال بازان مسابقه لیگ برگزار مکند، تیم های معروف فوتبال آن شاهین سونه، مالیک اشتر پاکارا، عقاب قلعه سرخ میباشد 
قریه های مهم سنگتخت عبارت از: سونه، قلعه سرخ، دهن یخی، قلعه سنگتخت، دهن قرغان،سیاخرک وترمه...میباشد..
اقلیم سنگتخت:
سنگتخت در بهار و تابستان دارای آب و هوای معتدل و زمستان بسیار سرد زیر منفی دمای ۲۰ الی۲۵ درجه سانتیگراد قرار میگرد، از جمله سردترین ولسوالی های دایکندی به شمار می‌رود  ،و از جمله دریای هلمند از ازین ولسوالی سر چشمه میگرد....
صادر محصولات کشاورزی؛
ولسوالی سنگتخت سالانه محصولات کشاورزی مانند سیب، کچالو ،پیاز بسیار زیاد را برداشت و به ولسوالی لعل سرجنگل و مرکز نیلی، کابل،  هرات ،مزار شریف صادر مکند،....
اقتصاد این مردم  ٪۸۰ درصد مشغول کشاورزی و دامداری و غیره است ،و ۲۰درصد مشغول صنعت توليدات و تجارت مشغول به کار است...

## قریه‌ها
ولسوالی سنگ‌تخت و بندر از چند قریه بزرگ مانند سنگ‌تخت، ناوه خُلبرگ، تلخک، ارک ولعلی، شیخ‌علی، برغستونک، میرهزار، میراثی، بندر بالا، بندر پایین، غجورباش، سیاچوب، دُروب، دوغور و… تشکیل شده‌است.

## اقتصاد
بیشتر مردم این سامان زندگی خود را از راه کشاورزی و دام‌پروری تأمین می‌کنند. مردم این السوالی گندم «شخ‌کوی» و گندم نرم‌کوی، جواری، عدس، شَخَل، پیاز، کچالو، باقلی، زردک، شلغم کشت می‌کنند که از این طریق مخارج و خور و خوراک‌شان را تأمین می‌کنند. حیوانات اصلی این مردم عبارت‌اند از گاو، گوسفند، بز، خروس، خر، اسب و…
همچنان این ولسوالی دارای یک معدن بزرگ کچ می‌باشد که توسط شرکت‌های کوچک خصوصی کندن کاری و پخته گردیده به ولسوالی‌های همجوار، صادر می‌گردد.

## مردم
بر پایهٔ آمار توزیع درصدی نفوس ولسوالی سنگتخت و بندر نسبت به ولایت دایکندی ۱۲٫۴ است. از نظر نسبیت جنسیتی ۱۰۸ مرد در برابر ۱۰۰ زن است.
این ولسوالی دارای ۲۹۰ قریه، ۵۲۵۶ کیلومتر مربع مساحت و طبق برآورد اداره مرکزی احصائیه در سال ۱۳۹۹ تقریباً ۵۹٬۰۴۳ نفوس دارد که از آن جمله ۲۹٬۹۳۰ نفر مرد و ۲۹٬۱۱۳ نفر آن زن می‌باشد.
طوایف عمده این ولسوالی، روشن بیگ، حیدر بیگ، نیکه، پیرستان، چاووش، سرخک، خاله و… می‌باشد.

## مشاهیر
- داوود سرخوش هنرمند آواز و دمبوره (ساز فولکوریک)،
- سرور سرخوش هنرمند آواز و ساز دمبوره
- حسین صادقی ستارهٔ سینمای هالیوود و قهرمان جهانی رشته ورزشی ووشو.
- شکردخت جعفری مخترع دستگاه اندازه‌گیری پرتو درمانی سرطان
- صحرا کریمی نویسنده و کارگردان فیلم
- لامع احمدی نویسنده، شاعر و کارشناس روابط بین‌الملل
- علی پیام داستان‌نویس، پژوهشگر، روزنامه‌نگار و منتقد ادبی.[۴]
- رضا محمدی رئیس اسبق ریاست کار و امور اجتماعی ولایت دایکندی، فعال اجتماعي و سیاسی